# 155 (Flugzeug)

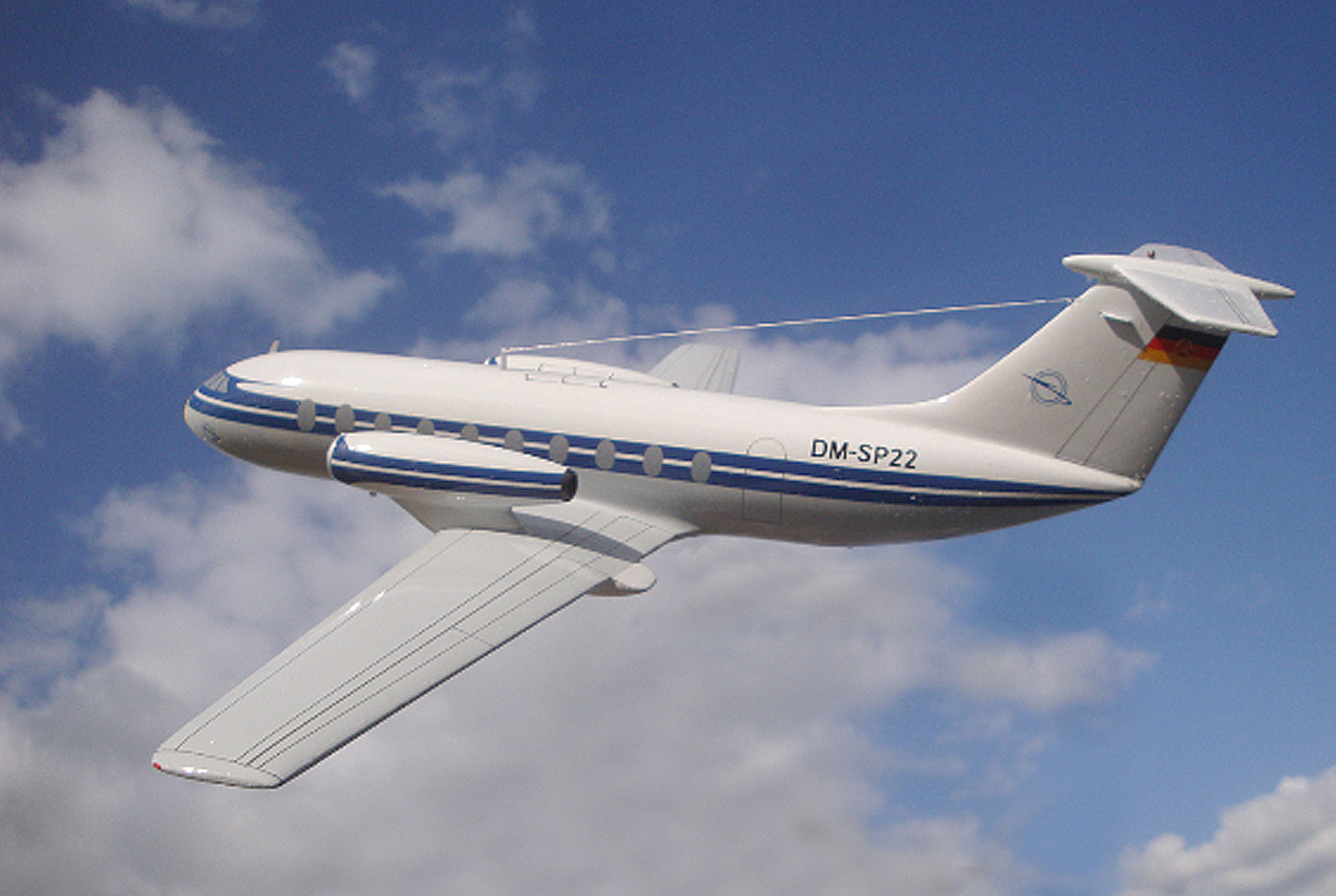
Modell der Variante SP-22A vom 30. September 1960 des Studienprojekts 155, Ausstellung FIZ von Wilfried Bergholz

Die 155 war eine in den späten 1950er Jahren entwickelte Studie eines deutschen Passagierflugzeugs mit Strahltriebwerk (TL-Antrieb). Es war neben der 152 und der 153 das am weitesten vorangetriebene Projekt des Flugzeugbaus in der Deutschen Demokratischen Republik (DDR). Der VEB Flugzeugwerke Dresden (FWD) plante es und fertigte eine Attrappe im Maßstab 1:1. Nach dem Ausbleiben von Bestellungen aus der Sowjetunion und anderen Ländern sowie Verzögerungen in der Entwicklung des Flugzeugs und des vorgesehenen Triebwerks wurde das Projekt eingestellt.

## Geschichte
Neben der Lizenzproduktion der Il-14 und der Entwicklung der 152 beschäftigte sich das Flugzeugwerk im Dresdner Stadtteil Klotzsche bereits frühzeitig mit der Entwicklung von Nachfolgemustern. Die 155 sollte nach einer ersten Konzeption Strecken bis 3900 km abdecken und je nach Ausstattung 56 (Luxusausführung) bis 70 (Touristenklasse) Passagiere befördern können. Die Möglichkeit zur schnellen Umrüstung in eine Frachtmaschine war vorgesehen.
Zunächst sollte der Typ mit sowjetischen Turboprop-Triebwerken (PTL) ausgerüstet werden, später wurde mit dem PTL-Triebwerk Pirna 018 geplant. Nachdem es bei der Erprobung des zweiten Exemplars dieses Triebwerks am 7. Februar 1958 zu einer Havarie mit der Zerstörung des Triebwerkes und des gesamten Prüfstandes gekommen war, entschloss man sich, um weitere Verzögerungen zu vermeiden, stattdessen das TL-Triebwerk Pirna 014 einzusetzen, das auch in der 152 verwendet wurde. Da dies über eine deutlich geringere Leistung verfügte, wurden die Abmessungen des Flugzeugs und damit auch die Leistungsparameter stark reduziert. Später sollte auf das noch zu entwickelnde Triebwerk Pirna 020 umgestellt werden, das nach den Planungen aber erst ab 1966 zur Verfügung gestanden hätte.
Verschiedene Vorstudien und Windkanalmodelle wurden erstellt. Man entschied sich für einen Tiefdecker. Da der Bodenabstand der Tragflächen zu niedrig war, um das vorgesehene Triebwerk darunter unterzubringen, wurden die Triebwerke auf die Tragflächen aufgesetzt, ähnlich wie später bei der VFW 614. Schließlich wurde eine 1:1-Attrappe des Flugzeugs gebaut. In den Plänen des Flugzeugwerkes war die Einzelteilfertigung bereits berücksichtigt, eventuell wurde mit der Teilefertigung bereits begonnen. Im letzten Projekt vom 30. August 1960 wurde die 155 als Nachfolger der Il-14 beschrieben. Zu einer Bestätigung des technischen Projektes kam es allerdings nicht mehr.
Im Jahr 1960 wurde klar, dass die Sowjetunion die Vorbereitungen für die Serienproduktion der Tupolew Tu-124, die ein ähnliches Aufgabenspektrum abdeckte, weitgehend abgeschlossen hatte. Damit waren die Absatzchanchen in den sozialistischen Ländern drastisch gesunken. Auch im westlichen Ausland standen inzwischen leistungsfähigere Typen vor der Einführung. Die 155, neben der 152 das letzte Projekt, das noch ernsthaft verfolgt wurde, konnte damit das Ende der Flugzeugbauindustrie in der DDR nicht verhindern. Mit deren Ende wurde das Projekt eingestellt.

## Konstruktion
Die 155 war als freitragender ungepfeilter Tiefdecker mit einziehbarem Dreibeinfahrwerk mit Bugrad geplant. Das Flugzeug sollte eine Druckkabine erhalten. Die Hauptfahrwerke sollten in die Verkleidung der Triebwerke einziehen. Das Höhenleitwerk war über dem Rumpf angebracht, damit es nicht im Abgasstrom der Triebwerke lag.

## Technische Daten
| Kenngröße             | 155 (1955)  | 155 (1959)        |
| --------------------- | ----------- | ----------------- |
| Besatzung             | 6           | 6                 |
| Passagiere            | 56–70       | 44–48             |
| Länge                 | 34,20 m     | 24,21 m           |
| Spannweite            | 36,80 m     | 21,20 m           |
| Höhe                  | 7,93 m      | 7,93 m            |
| Flügelfläche          | 170 m²      | 60,0 m²           |
| Flügelstreckung       | 8,0         | 7,5               |
| Höchstgeschwindigkeit | 725 km/h    | 742 km/h          |
| Reisegeschwindigkeit  | 700 km/h    | 650–700 km/h      |
| Dienstgipfelhöhe      | 6000 m      | 6000 m            |
| max. Reichweite       | 3900 km     | 1635 km           |
| Leermasse             | 29.500 kg   | 11.800 kg         |
| Startmasse            | 52.570 kg   | 21.000 kg         |
| Triebwerke            | zwei PTL    | zwei TL Pirna 014 |
| Leistung              | 2 × 6250 kW | 2 × 3677 kW       |
| Startrollstrecke      | 700 m       | 900 m             |
| Landerollstrecke      | 630 m       | 510 m             |